# Mikita Bukatkin
Mikita Aljaksandravič Bukatkin (in bielorusso Мікіта Аляксандравіч Букаткін?; Minsk, 7 marzo 1988) è un allenatore di calcio ed ex calciatore bielorusso, di ruolo centrocampista, tecnico dello SDIUŠAR BFST-Dinamo.

## Carriera

### Club
Ha giocato nella massima serie dei campionati bielorusso ed uzbeko.

### Nazionale
Ha partecipato agli Europei Under-21 del 2011.